# Helianthemum canariense
Helianthemum canariense är en solvändeväxtart som först beskrevs av Nikolaus Joseph von Jacquin, och fick sitt nu gällande namn av Christiaan Hendrik Persoon. Helianthemum canariense ingår i släktet solvändor, och familjen solvändeväxter. Utöver nominatformen finns också underarten H. c. subglabratum.